# Aspila adaucta
Aspila adaucta là một loài bướm đêm trong họ Noctuidae.